# 坂口卓司のラジコミ。
坂口卓司のラジコミ。（さかぐちたくじのらじこみ）は2004年4月5日から2006年9月29日までRKB毎日放送（RKBラジオ）で月曜から金曜の15:00 - 16:50に放送されていた平日夕方の情報ワイド番組である。

## 番組概要
- RKBのラジオアナウンサーとして活躍していた坂口卓司と、個性的な女性タレントのコンビで夕方に放送していた。
- 時期によっては特番で終了が早くなったり、競艇中継などで短縮になることもあった。
- 番組終了後は時間帯が分割され、15時台は坂口も担当していた長寿番組「歌謡曲ヒット情報」が再拡大。16時台は新番組「門馬良 デイリーファイル」となった。
- 終了の背景にはRKBの人事異動があるといわれている。坂口は番組終了後、事実上制作畑へ異動となった。

## 放送時間
- 月曜日～金曜日 15:00～16:50（JST）

## パーソナリティ
- 坂口卓司
- 久米ゆき（月曜日～水曜日）
- 葉山さつき（木曜日、金曜日）

## コーナー
- それいけ!ご存じ友子が通る（15:20～15:25頃）…レポーターの長谷川友子がエリア内のいろいろな街角から、生活情報を届けた。
- ちょっと道草気分で（15:30～15:35頃）…月～水は久米ゆき、木・金は葉山さつきがそれぞれの日々の営みを通じて感じたことや、思ったことをエッセイ風に語った。
- 夕刊キャッチ…当日の夕刊が届き次第、いち早く順次紹介。
- スポーツ★一番星（16:25～16:30頃）…スポーツ情報。特に福岡ソフトバンクホークスの情報は充実満点。ヤフードームからは、選手の今の様子を中継で伝えた。